# عزلة الشرف (تعز)

تعديل مصدري - تعديل

عزلة الشرف هي إحدى عزل مديرية الصلو في محافظة تعز اليمنية ويبلغ تعداد سكانها 3786 نسمة حسب التعداد السكاني في اليمن لعام 2004.